# Protokoll über die Rechtsstellung der Flüchtlinge (1967)

Parteien des Abkommens über die Rechtsstellung der Flüchtlinge:
Parteien des Abkommens von 1951
Parteien des Protokolls von 1967
Parteien beider Verträge
Parteien keiner der beiden Verträge

Das Protokoll über die Rechtsstellung der Flüchtlinge von 1967 erweitert die Flüchtlingsdefinition des Abkommens über die Rechtsstellung der Flüchtlinge (Genfer Flüchtlingskonvention) von 1951. Es wurde in New York am 31. Januar 1967 abgeschlossen. Für die Schweiz trat es am 20. Mai 1968 in Kraft, für Deutschland am 5. November 1969, für Österreich am 5. September 1973. Die Richtlinie 2011/95/EU (Qualifikationsrichtlinie) baut unter anderem auf diesem Protokoll auf.
Ein Aspekt war es, „allen Flüchtlingen, die der im Abkommen enthaltenen Umschreibung entsprechen, ohne Rücksicht auf den Stichtag des 1. Januar 1951 die gleiche Rechtsstellung zu gewähren.“